# Herkul (zviježđe)
Herkul (lat: Hercules) je peto najveće od 88 modernih zviježđa. Herkul je bio i jedno od originalnih Ptolomejevih 48 zviježđa. Ime je dobilo po rimskoj verziji imena grčkog mitološkog heroja Herakla.

## Posebne karakteristike
Herkul ne sadrži niti jednu zvijezdu prve magnitude.
Zvijezda Mu Herculis udaljena je 27.4 svjetlosnih godina od Zemlje.
Sunčev apeks, točka na nebu prema kojoj se Sunce prividno giba, nalazi se u Herkulu, blizu zvijezde Vega u susjednoj Liri.

### Poznatiji nebeski objekti
Herkul je zviježđe s dva veoma sjajna i lijepa kuglasta skupa, M13, najsjajniji kuglasti skup na sjevernoj hemisferi i M92. 
U zviježđu se nalazi i relativno svijetla planetarna maglica NGC 6210.

### Planetarni sustavi
Herkul je dom sedam zvijezda oko kojih su otkriveni planeti. 
- 14 Her ima jedan potvrđeni i jedan nepotvrđeni planet. Orbita planeta ima promjer od 2.8 AU i period ophoda od 4.9 godina.
- HD 149026 ima u orbiti oko sebe planet tipa vrući Jupiter, jedan od najuočljivijih i najpromatranijih.
- HD 164992 ima otkriveni prvi dugoperiodičan planet poput Saturna. Masa planeta je 0.36 masa Jupitera i radijus putanje 2.11 AU.
- HD 147506 ima masivan planet HAT-P-2b u orbiti. Masa planeta je 8.17 puta veća od Jupiterove.
- HD 155358 ima dva planeta u orbiti. Zvijezda posebna zbog niskog stupnja metalizacije koja je ravna 20% sunčeve.
- GSC 03089-00929 ima kratkoperiodičan tranzitni planet TrES-3 čija je putanja nestabilna. Period ophoda je samo 31h.
- HD 154345 ima dugoperiodičan planet u svojoj orbiti. Planetu treba 29.86 godina za jedan ophod. Promjer orbite je 9.21 AU.